# Bill Edwards (illustrateur)
Pour les articles homonymes, voir Bill Edwards.
Bill Edwards, né le 14 septembre 1918 dans le New Jersey et mort le 21 décembre 1999 en Californie, est un illustrateur américain de romans.

## Biographie

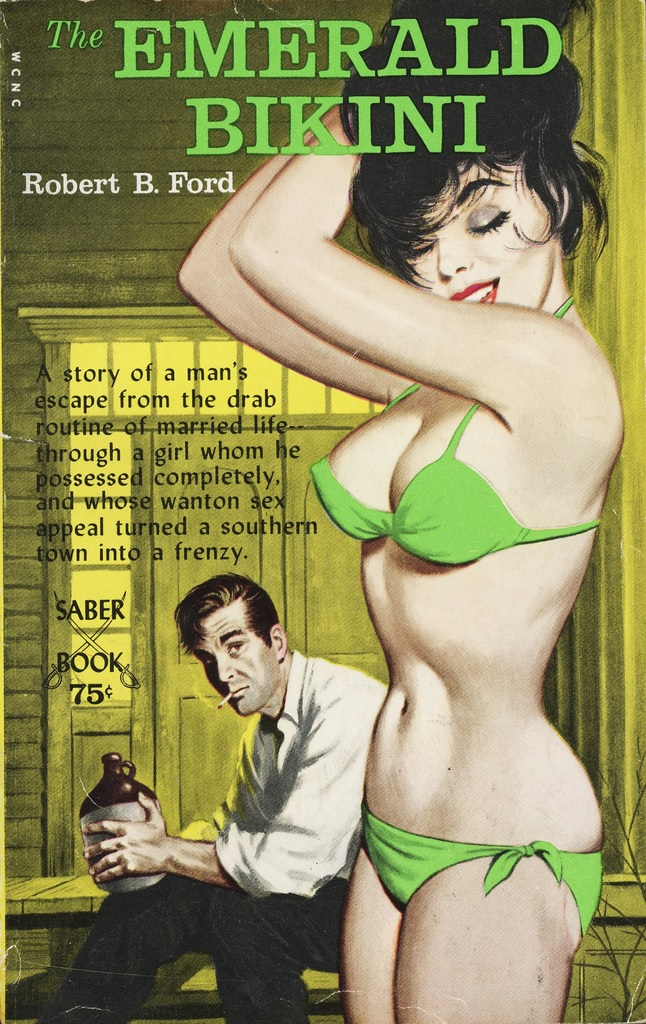
The Emerald Bikini, illustration de Bill Edwards, 1963.

Bill Edwards est né dans le New Jersey mais a grandi dans une ferme du Wyoming.
Il a commencé sa carrière en tant que compétiteur de rodéo, mais après plusieurs fractures, il s'installe à New York et commence une carrière de modèle.
Il est apparu en tant qu'acteur dans plusieurs films des années 1940 avant de poursuivre une autre carrière en tant que peintre et illustrateur.
Avec des scènes de peinture inspirées par le Far West, Edwards illustre plus de cent couvertures de livres.
Dans les années 1960, il entreprend encore une autre carrière comme plongeur-instructeur.
Il est mort d'une pneumonie à l'âge de 81 ans à Newport Beach, en Californie.

## Filmographie
- 1959 : Le Pionnier de l'espace (First Man into Space) de Robert Day : lieutenant Dan Milton Prescott
- 1963 : La Souris sur la Lune (The Mouse on the Moon) de Richard Lester : un astronaute américain